# Турківська центральна дитяча бібліотека
Турківська центральна дитяча бібліотека (Турківська ЦДБ) — дитяча бібліотека у місті Турка, Львівська область України. Заснована 1946 року.
Головним завдання бібліотеки є виховання в учнів інформаційної культури читання, любові до книги, уміння користуватись книгою та довідковим апаратом бібліотеки.

## Адреса
82500 Львівська область, місто Турка, площа Ринок, 1.
Режим роботи: з 9:00 до 18:00, вихідний — субота.

## Бібліотечне обслуговування
Бібліотечний фонд ЦДБ становить 9514 примірників документів.
Штат ЦДБ — 3 чоловіки. Працівники бібліотеки протягом року обслуговують понад 1200 користувачів.
В читальному залі бібліотеки до послуг користувачів чотири комп'ютери з безкоштовним доступом до Інтернет-мережі, та понад 20 назв періодичних видань.

## Інше
При ЦДБ працюють любительські об'єднання «Умілі руки», «Казка», які налічують близько 40 учасників.
Турківська дитяча бібліотека бере активну участь у конкурсах та заходах, які проводить обласна бібліотека для дітей, а також організовує свої заходи на рівні району.